# Carl-Thiersch-Straße 5

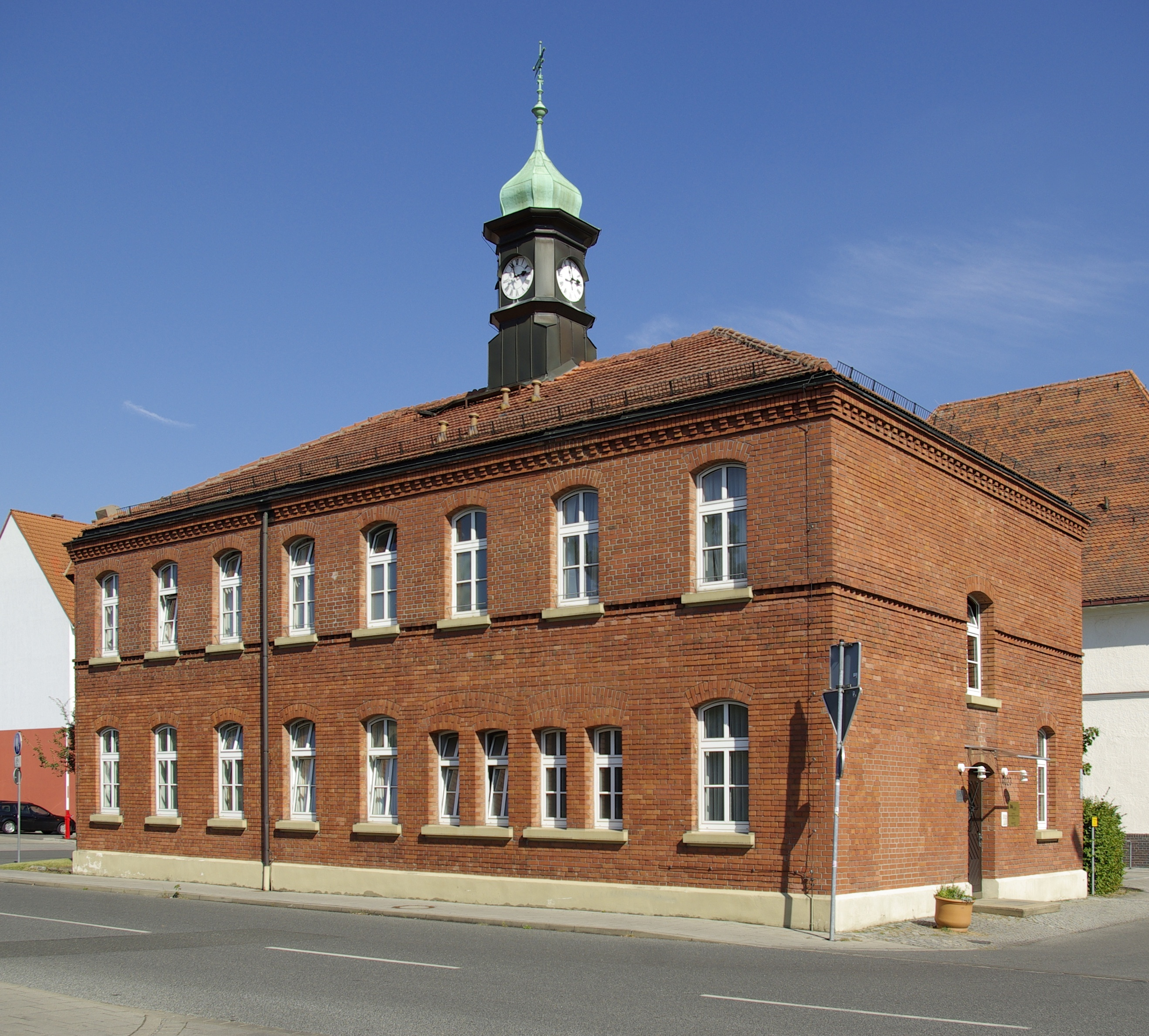
Haus Carl-Thiersch-Straße 5 in Erlangen

Das Gebäude Carl-Thiersch-Straße 5 in Erlangen, einer Großstadt im Regierungsbezirk Mittelfranken des Freistaates Bayern, wurde 1900 errichtet. Das ehemalige Wach- und Arrestgebäude der Artilleriekaserne ist ein geschütztes Baudenkmal.
Für die vorbildliche Renovierung des zweigeschossigen Walmdachbaus mit Dachreiter, der eine Uhr und eine Zwiebelhaube besitzt, wurden Helga und Hans Wilhelm Schüßler im Jahr 2001 mit der Denkmalschutzmedaille des Landes Bayern ausgezeichnet. 
Das Gebäude dient seit der Renovierung als Gästehaus der Friedrich-Alexander-Universität Erlangen-Nürnberg. 